# Естер Ледецька
Естер Ледецька (чеськ. Ester Ledecká, [ˈɛstɛr ˈlɛdɛtskaː]) — чеська сноубордистка та гірськолижниця, дворазова олімпійська чемпіонка, дворазова чемпіонка світу зі сноубордингу.
Золоту олімпійську медаль та звання олімпійської чемпіонки Ледецька виборола в гірськолижному супергігантському слаломі на Пхьончханській олімпіаді 2018. Другу золоту медаль Пхьончхнанської олімпіади Естер здобула в сноубордингу — в гігантському паралельному слаломі. 
Естер — онука дворазового призера Олімпійських ігор з хокею Яна Клапача.